# Torymus arcticus
Torymus arcticus är en stekelart som först beskrevs av Thomson 1876.  Torymus arcticus ingår i släktet Torymus och familjen gallglanssteklar. Arten är reproducerande i Sverige. Inga underarter finns listade i Catalogue of Life.